# Rhectocraspeda
Rhectocraspeda là một chi bướm đêm thuộc họ Crambidae.

## Các loài
- Rhectocraspeda periusalis (Walker, 1859)